# Boletim de ocorrência
Boletim de ocorrência, também conhecido pela sigla B.O., é o documento oficial utilizado pelos órgãos da Polícia Civil, Polícia Federal e pelas polícias militares, além dos bombeiros e da guarda municipal para fazer o registro da notícia do crime (notitia criminis) no Brasil, apesar de uma série de outras ocorrências juridicamente relevantes também poderem ser noticiadas.
Nas polícias judiciárias (Polícia Civil e Polícia Federal), o boletim de ocorrência é geralmente o documento que formaliza a notitia criminis perante a autoridade policial. A partir de tal notitia criminis, pode ser instaurado inquérito policial, para apuração criminal - investigação - do crime avisado.

## Procedimento
Segundo o Manual de Polícia Judiciária da Polícia Civil do Estado de São Paulo (2000), "os fatos que devem ser apurados através do exercício da atividade de polícia judiciária" e "presta-se fielmente à descrição do fato, registrando horários, determinados, relacionando veículos e objetos, descrevendo pessoas envolvidas, identificando partes etc", e registrados no boletim de ocorrência.
Não existe, no Brasil, padrão para a redação do B.O. Cada unidade federativa adota um padrão próprio.